# Елизабет Елеонора фон Брауншвайг-Волфенбютел
Елизабет Елеонора фон Брауншвайг-Волфенбютел (на немски: Elisabeth Eleonore von Braunschweig-Wolfenbüttel; * 30 септември 1658, Волфенбютел; † 15 март 1729, Майнинген) от род Велфи (Нов Дом Брауншвайг), е принцеса от Брауншвайг-Волфенбютел и чрез женитба херцогиня на Саксония-Майнинген.

## Живот
Тя е най-възрастната дъщеря на херцог Антон Улрих фон Брауншвайг-Волфенбютел (1633 – 1714) и съпругата му Елизабет Юлиана фон Холщайн-Норбург (1634 – 1704), дъщеря на Фридрих фон Шлезвиг-Холщайн-Норбург.
Елизабет е омъжена първо на 2 февруари 1675 г. във Волфенбютел за принц Йохан Георг фон Мекленбург (1629 – 1675), който умира след пет месеца. На 25 януари 1681 г. в дворец Шьонинген тя се омъжва втори път за херцог Бернхард I фон Саксония-Майнинген (1649 – 1706). Тя е втората му съпруга. След смъртта му Елизабет пренебрегва неговото завещание и се застъпва за заварения си син Ернст Лудвиг I в стремежа му да управлява сам. Това води до 30-годишни конфликти между братята във фамилията Саксония-Майнинген.
Тя е много музикална, пише религиозни песни. Дворецът Елизабетенбург в Майнинген, построен от херцог Бернхард I от 1682 до 1692 г., е наречен в нейна чест. Дворецът Елизабетенбург е до 1918 г. резиденция на херцозите на Саксония-Майнинген.

## Деца
Елизабет има с херцог Бернхард I децата:
- Елизабет Ернестина (1681 – 1766), абатеса на Гандерсхайм 1713
- Елеонора Фридерика (1683 – 1739), канониса в Гандерсхайм
- Антон Август (*/† 1684)
- Вилхелмина Луиза (1686 – 1753)

∞ херцог Карл фон Вюртемберг-Бернщат (1682 – 1745)
- Антон Улрих (1687 – 1763), херцог на Саксония-Майнинген

∞ 1. 1711 Филипина Елизабет Цезар (1683 – 1744)
∞ 2. 1750 принцеса Шарлота Амалия фон Хесен-Филипстал (1730 – 1801)